# 細井川停留場
細井川停留場（ほそいがわていりゅうじょう）は、大阪府大阪市住吉区墨江一丁目にある阪堺電気軌道阪堺線の停留場。駅番号はHN13。
近くに流れる川は細井川と呼ばれるが、正式名称は「細江川」で、古代は「住吉の細江」と呼ばれた入り江であり、住吉津があった。お伽話の「一寸法師」が都へと旅立ったのも、この「細江川」だったとされている。

## 歴史
- 1911年（明治44年）12月1日：阪堺電気軌道（初代）の駅として開業[1]。
- 1915年（大正4年）6月21日：南海鉄道との合併により、同鉄道の駅となる。
- 1944年（昭和19年）6月1日：会社合併により近畿日本鉄道の駅となる。
- 1947年（昭和22年）6月1日：路線譲渡により南海電気鉄道の駅となる。
- 1953年（昭和28年）：この頃に廃止駅となっていたことが「住吉区史」に記載されている。
- 1955年（昭和30年）3月30日：再開業[1]。
- 1980年（昭和55年）12月1日：路線譲渡により阪堺電気軌道の駅となる[2]。

## 停留場構造
相対式ホーム2面2線。ホームは上下線とも細井川南岸に位置する。ホーム上屋は上りホームにだけあり、下りホームには無い。

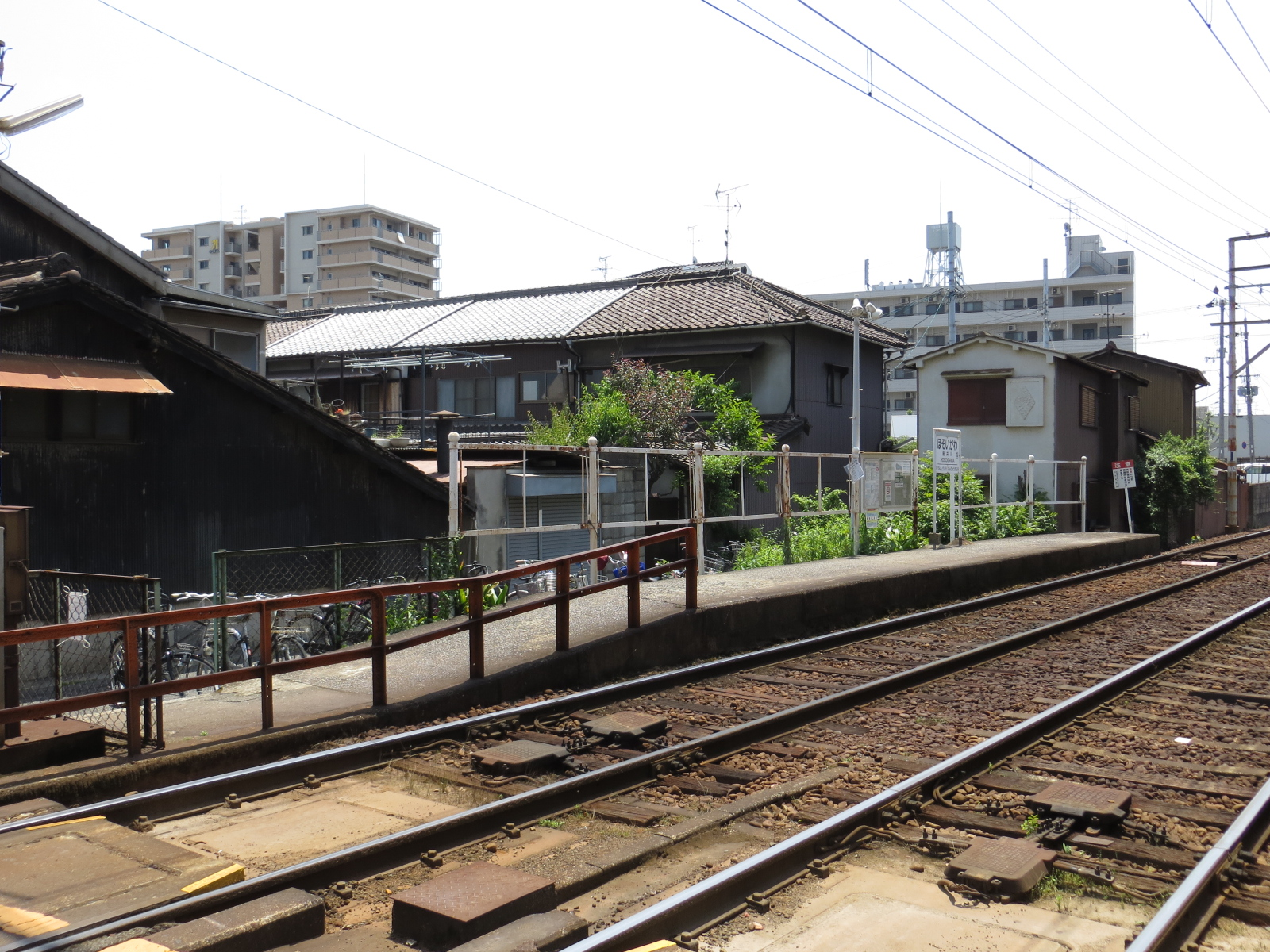
ホーム（浜寺公園方面。2013年5月）
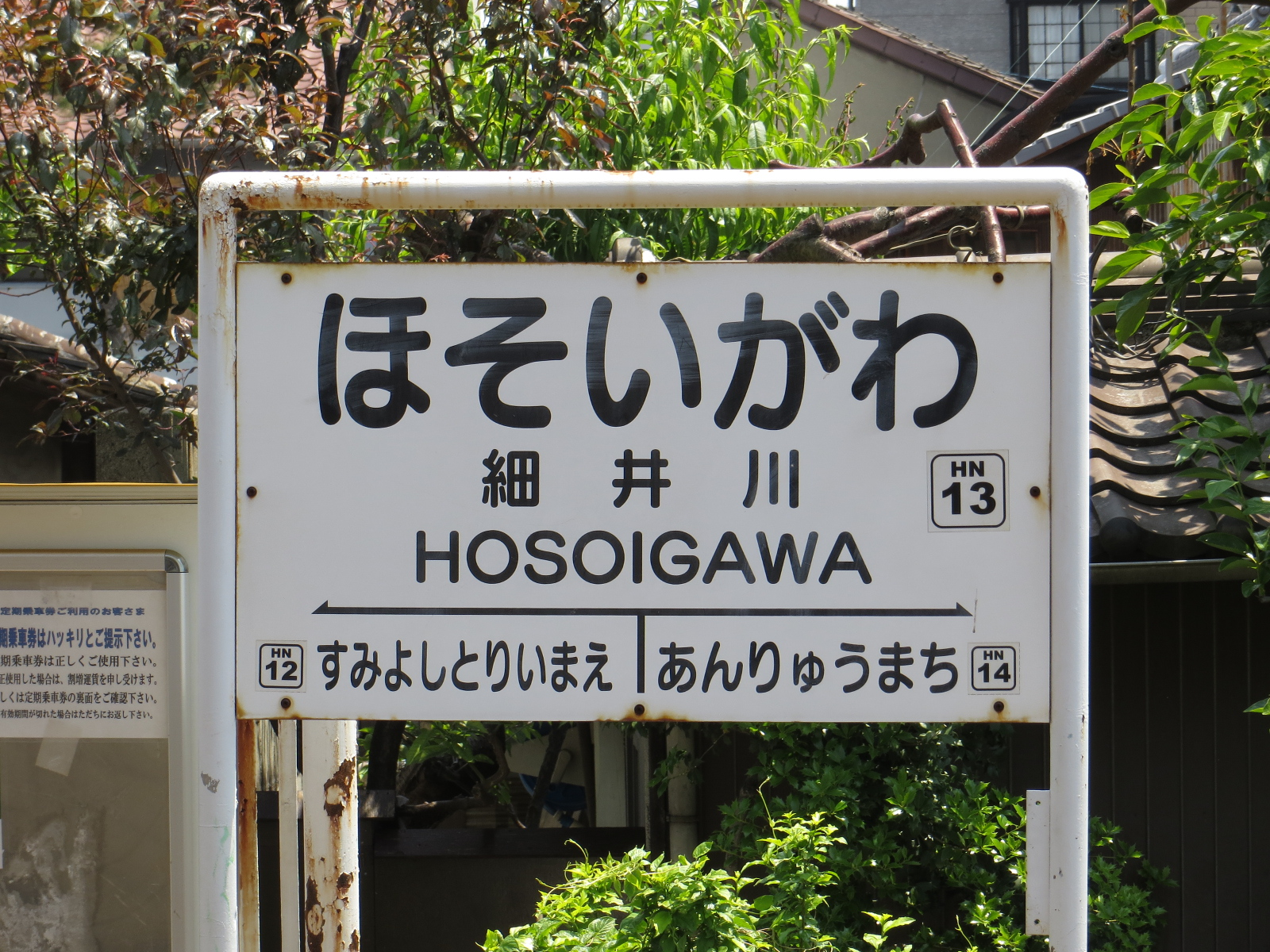
駅名標（浜寺公園方面。2013年5月）

## 停留場周辺
- 浅沢社
- 住吉行宮跡
- 住吉税務署
- 住吉公園体育館
- 清明学院高等学校
- 住吉警察署墨江交番
- 細井川

### バス路線
最寄停留所は安立一丁目となる。以下の路線が乗り入れ、大阪シティバスにより運行されている。
- 4号系統：出戸バスターミナル行 / 地下鉄住之江公園行

## 隣の停留場
阪堺電気軌道
■阪堺線
住吉鳥居前停留場 (HN12) - 細井川停留場 (HN13) - 安立町停留場 (HN14)
- （）内は駅番号を示す。